# أبلاي سي
أبلاي سي مواليد 21 أغسطس 1994 في موريتانيا، هو لاعب كرة قدم موريتاني.

## روابط خارجية
- أبلاي سي على موقع قاعدة بيانات كرة القدم.إي يو (الإنجليزية)